# Bob Mendes
Bob Mendes, Pseudonym von David Mendes (* 15. Mai 1928 in Antwerpen; † 1. Oktober 2021 ebenda), war ein belgisch-flämischer Kriminalschriftsteller portugiesisch-jüdischer Herkunft. Mendes gründete die Genootschap van Vlaamse Misdaadauteurs (GVM), die flämische Vereinigung von Kriminalschriftstellern und war deren Ehrenvorsitzender.

## Leben
Mendes’ sephardische Familie kam über den Diamantenhandel zunächst nach Amsterdam, später nach Antwerpen, wo Mendes aufwuchs. Während des Zweiten Weltkriegs beschloss er, seinen jüdischen Vornamen David zu verschweigen und sich Bob nennen zu lassen. Den Namen Bob Mendes nutzte er späterhin auch für seine Publikationen als Schriftsteller.
Mit 15 Jahren unterbrach Mendes während des Zweiten Weltkriegs seine Schulausbildung, um arbeiten zu gehen. Nach elfjährigem Abendstudium und Selbststudium in Buchhaltung, Steuerrecht und Wirtschaftswissenschaften erwarb er einen Abschluss in Rechnungswesen. 1963 wurde er als ordentliches Mitglied des Nationaal College van Accountants van België anerkannt. Seit der Einführung des geschützten Titels eines Buchhalters wurde er vom IDAC, dem Instituut van Accountants, in die Liste der „externen Buchhalter“ aufgenommen.
Sein schriftstellerisches Debüt erfolgte 1984 mit der Veröffentlichung des Gedichtbandes Met rook geschreven. Neben poetischen Veröffentlichungen stammen von Mendes auch Kurzgeschichten und Romane.

## Bibliografie

### Poesie
- 1984: Met rook geschreven
- 1987: Alfa en Omega
- 1999: Beste wensen

### Romane
- 1986: Bestemming terreur
- 1988: Een dag van schaamte (als E-Book: Dag van schaamte)
- 1989: Het chunnelsyndroom
- 1990: De vierde soera
- 1991: De fraudejagers
- 1992: Vergelding
- 1993: Rassen/Rellen
- 1994: Link (dt. Cybermafia. Droemer Knaur, München 1997, ISBN 978-3-426-60509-7)
- 1996: De kracht van het vuur (dt. Die Kraft des Feuers. Verl.-Haus No. 8, Wetzlar 2000, ISBN 978-3-934763-12-8)
- 1998: De kracht van het ijs
- 1998: De kracht van het ijs (gekürzte niederländische Ausgabe)
- 1999: De smaak van vrijheid (dt. Der Geschmack der Freiheit. Verl.-Haus No. 8, Wetzlar 2002, ISBN 978-3-934763-17-3)
- 2000: Twee Misdaadromans (Het chunnelsyndroom + Rassen/Rellen)
- 2001: Bloedrecht
- 2003: Medeschuldig
- 2005: De kracht van het bloed
- 2005: Stukken van mensen
- 2006: Vermoorde onschuld
- 2007: Overspel
- 2009: Vuil geld
- 2010: Scherprechter
- 2011: Top Secret
- 2013: Bloed, zweet en tranen

### Kurzgeschichten und Kurzgeschichten-Sammlungen
- 1992: Schuld in Het Laatste Nieuws
- 1994: Kwestie van geld in Spannend gebundeld 1994
- 1994: De onbillijke burgemeester in Marie Claire, November 1994
- 1995: De geesten van de gele bladeren in Spannend gebundeld 1995
- 1995: Meedogenloos verhalenbundel, Manteau, Antwerpen 1995
- 1996: Grote verzoendag in Spannend gebundeld 1996
- 1997: Misdaad en meesterschap, Kurzgeschichten-Sammlung
- 1999: Stukken van mensen,  Beilage in Goed Gevoel[4], Januar 1999
- 1999: Verslag aan de Koning, Kurzgeschichten-Sammlung
- 1999: Nobele doeleinden in Fatale verhalen
- 1999: Stukken van mensen, Lizenzausgabe des Standaard Boekhandel, Dezember 1999
- 2000: Grote verzoendag in Ché N°1, März 2000
- 2000: Het aandeel van Sam Keizer in Met ingehouden adem
- 2000: Dirty Dancing Kurzgeschichten-Sammlung
- 2002: De beste misdaadverhalen uit Vlaanderen, Anthologie mit zwei eigenen Kurzgeschichten: Diamonds are forever (dt. Diamanten. In: Jürgen Ehlers/Jürgen Alberts (Hrsg.): Mord und Steinschlag. Leda Verlag, Leer 2002, ISBN 978-3-934927-26-1) und De modekoning
- 2004: Spannende Verhalen, Kurzgeschichten-Sammlung
- 2005: Bob Mendes, Meester in Misdaad, Essay von Henri-Floris Jespers
- 2006: Dansen op de rand van de afgrond in Doorgeladen
- 2009: De Tungsten Connectie - een Sam Keizerverhaal in Summercrime
- 2013: Spoor van vuur, Gemeinschaftsthriller (mit Luc Deflo u. a.)

## Auszeichnungen
- 1993: Gouden Strop für Vergelding
- 1997: Gouden Strop für De kracht van het vuur
- 1999: Cultuurprijs van Schoten[5] für sein Gesamtwerk
- 2003: International Crime Short Story Competition "Atanas Mandadjiev" für Dirty Dancing (Kurzgeschichte)[6]
- 2004: Diamanten Kogel für Medeschuldig